# Fars fede Las Vegas ferie
Fars fede Las Vegas ferie er en amerikansk komediefilm fra 1997 instrueret af Stephen Kessler efter manuskript af Elisa Bell og Bob Ducsay. I hovedrollerne som den skøre familie Griswold er Chevy Chase, Beverly D'Angelo, Ethan Embry og Marisol Nichols.

## Medvirkende
- Chevy Chase
- Beverly D'Angelo
- Randy Quaid
- Ethan Embry
- Marisol Nichols